# Cóc nhà
Cóc nhà (danh pháp khoa học: Duttaphrynus melanostictus) là một loài cóc phổ biến ở Nam Á và Đông Nam Á. Con trưởng thành loài này dài 20 cm. Chúng sinh sản vào mùa gió mùa và nòng nọc có màu đen. Loài này thường được thấy ban đêm dưới cột đèn đường phố trong thời kỳ mối có cánh bay từng đàn. Chúng ăn nhiều loài động vật không xương sống khác nhau, bao gồm bọ cạp. Nòng nọc lớn trong các nhóm đàn chung tổ biến hóa nhanh hơn những con được giữ trong các nhóm hỗn hợp. Nòng nọc chứng tỏ có thể nhận ra những con có quan hệ bà con.

## Mùa sinh sản
cóc nhà đến tháng 1 dương lịch hàng năm cóc di cư ra ruộng bắt cặp đẻ trứng